# Setophaga angelae
La reinita de Ángela (Setophaga angelae), también denominada reinita de bosque enana y chipe duende, es una especie de ave paseriforme de la familia Parulidae endémica de Puerto Rico, donde es muy poco común ya que habita únicamente en pequeños bosques húmedos entre los 370 y 1.030 m s. n. m.

## Descripción
Los ejemplares adultos miden en promedio 12,5 cm de longitud y pesan 8,4 g El plumaje es predominantemente negro y blanco tanto en los machos como en las hembras. La parte superior, las alas y la cola son negras con bandas blancas y la inferior es blanca con puntos negros. Los ojos son de color marrón obscuro y a su alrededor presentan un anillo blanco incompleto, a diferencia de la bijirita negra y blanca Mniotilta varia, la cual presenta en cambio una banda blanca continua desde el pico hasta la nuca sobre cada ojo. Como en otras especies de su género en las Antillas, su pico es relativamente largo y sus alas cortas (53,8 mm) y redondeadas. Los ejemplares juveniles difieren de los adultos porque durante un año presentan durante el primer año un dorso verde grisáceo que mudan paulatinamente entre julio y octubre.

## Comportamiento
Comúnmente se encuentra buscando alimento en el dosel medio del bosque en busca de insectos. Mientras busca comida puede formar grupos junto con pájaros de otras especies.
Utiliza tres tipos de técnicas para atrapar su presa: el "espigueo" es una forma de caza entre la vegetación realizada por un pájaro en tierra en movimiento o quieto; la "ronda de acometida" realizada por el pájaro en vuelo; y la "exploración" que consiste en que el pájaro cava con su pico y busca alimento en el substrato, picoteando en forma similar a los pollitos. El espigueo, especialmente de las hojas, es la técnica que usa con más frecuencia mientras que la exploración es la que menos practica.
Su canto es una serie de notas "cortas, rápidamente pronunciadas, más bien poco musicales sobre un tono, que aumentan volumen hasta terminar con una serie corta de sílabas dobles distintas que suenan con tono levemente más bajo"; la llamada ha sido descrita como un "único, corto y metálico chip".
El apareamiento tiene lugar entre marzo y junio. Tanto el macho como la hembra participan de la construcción del nido y en la alimentación de los polluelos. El nido se construyen cerca del tronco de un árbol sobre camas de hojas, usualmente de Cecropia preferentemente en árboles de la especie Bulbophyllum wadsworthii. Se oculta bien y está colocado entre 1,3 y 7,6 m sobre el nivel del suelo. Tienen forma de cuenco y se entreteje con pequeñas raíces, ramas y hojas secas de Chusquea abietifolia, B. wadsworthii o Panicum maximum. El interior es cubierto con fibras y hojas secas.
La hembra pone 2 a 3 huevos blancos con puntos castaño rojizo.  Los polluelos reciben como alimento principalmente lepidópteros y ortópetros.

## Distribución
La especie fue descubierta solamente en 1968 en el Bosque Nacional El Yunque y descrita en 1972. En septiembre de 1989 el Huracán Hugo afectó los Bosques Nacionales de El Yunque, Toro Negro y Carite,tres de los cuatro bosques enanos donde había sido observada la presencia de esta especie de reinita y dos años después una búsqueda realizada en Toro Negro no permitió encontrar allí ningún ejemplar. Investigaciones más recientes han mostrado que tanto en Toro Negro como en Carite la especie fue extirpada. En cambio las reinitas del bosque enano han consolidado su presencia en El Yunque, donde las medidas de protección ha sido eficaces y en 2001 una investigación permitió encontrar tres ejemplares en el Bosque Nacional de Maricao, donde se había observado la especie desde 1972. Otros estudios han mostrado que la especie ha realizado una migración altitudinal del rango entre 640 y 1.030 al rango entre 370 y 600 m s. n. m. donde se encuentran pequeños bosques de tabonuco y palo colorado. El informe de IUCN de 2000 estimó una población de 600 individuos adultos.

Número de Setophaga angelae (2001).

Se trata de una pequeña población en un hábitat restringido por lo cual se han realizado importantes esfuerzos de conservación, facilitados porque el área de distribución de la especie está Bosques Nacionales protegidos. Aunque las medidas de conservación comenzaron a tomarse en 1982 y actualmente la especie no está en peligro inmediato de extinción, es vulnerable por la reducción de hábitat, los desastres naturales y la acción de predadores que se ha extendido a especies introducidas.